# Avenue Jean-Jaurès (Reims)
Pour les articles homonymes, voir Avenue Jean-Jaurès.
L'  Avenue Jean-Jaurès  est une voie de la commune de Reims, située au sein du département de la Marne, en région Grand Est.

## Situation et accès
Elle relie la place Briand du centre ville à celle du Souvenir Français qui fait la sortie de la ville vers l'est.

## Origine du nom
Le nom de la voie fait référence à Jean Jaurès (1859-1914), homme politique socialiste français.

## Historique
Ancienne rue du faubourg Cérès, elle change de nom en 1921.

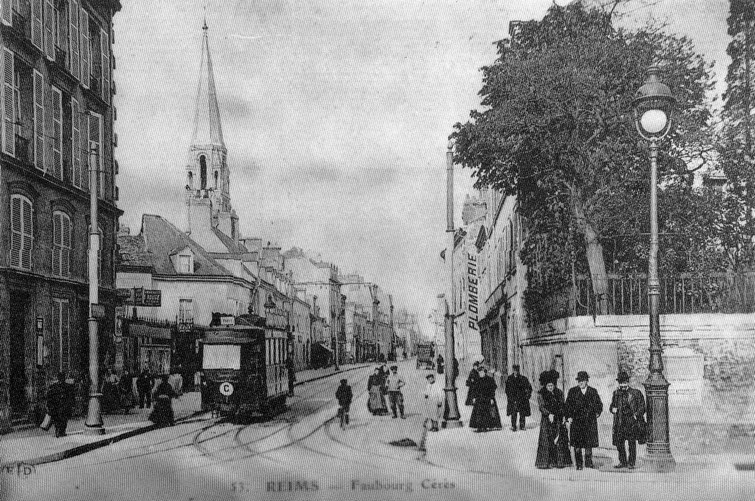
Le tramway faubourg Cérès.

## Bâtiments remarquables et lieux de mémoire
- Immeuble d'angle avec la place,
- le 8 et
- Le 8 bis, trois immeubles construit par Constant Ouvière dans le style Art déco.
- Le 110 dans le même style est l'œuvre de l'architecte Jules-Michel Gaislin, les ferronneries de Roze, c'était le Cinéma Eden qui est actuellement une salle de spectacle l'Affiche.

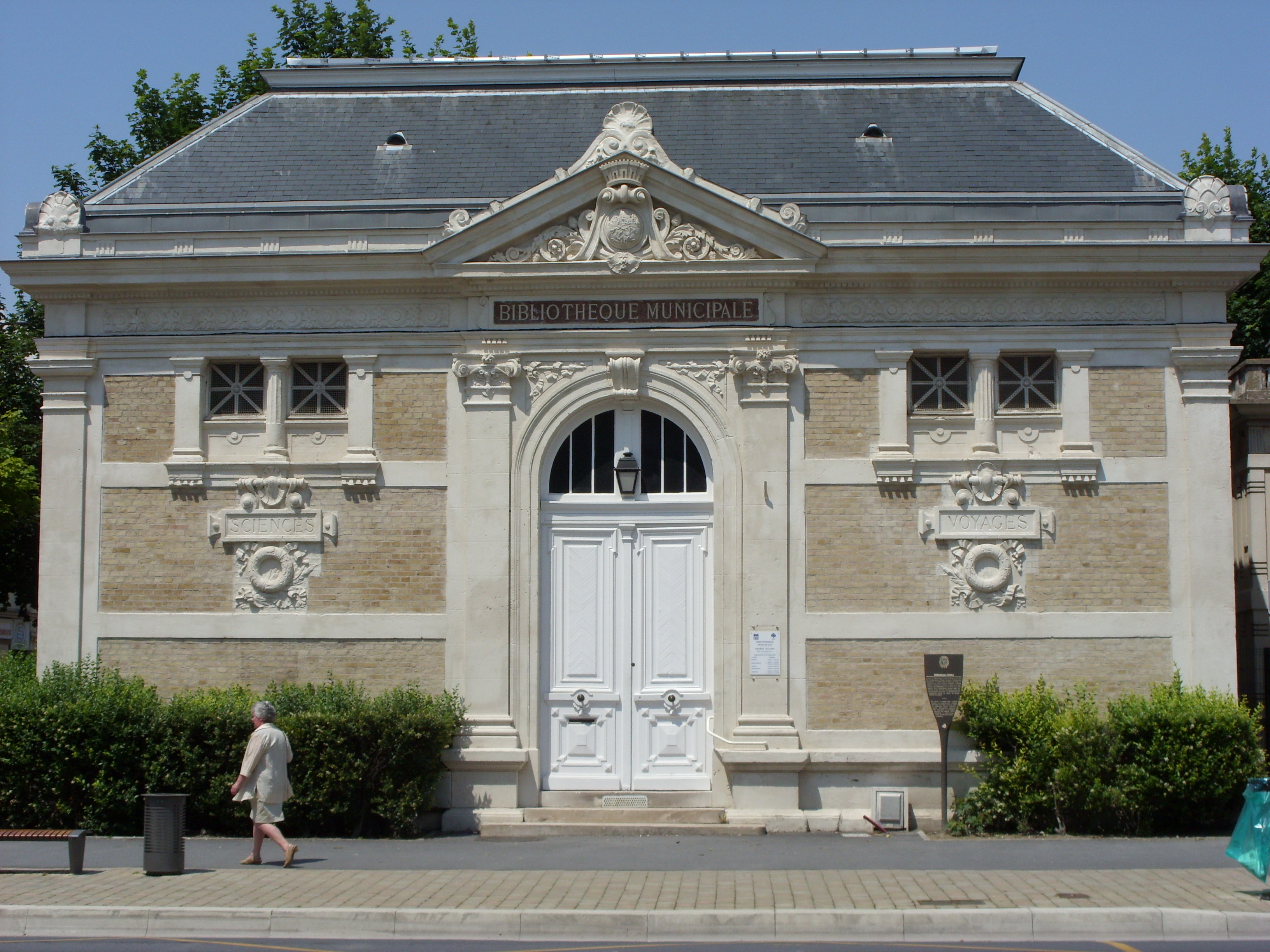
Bibliothèque Holden.
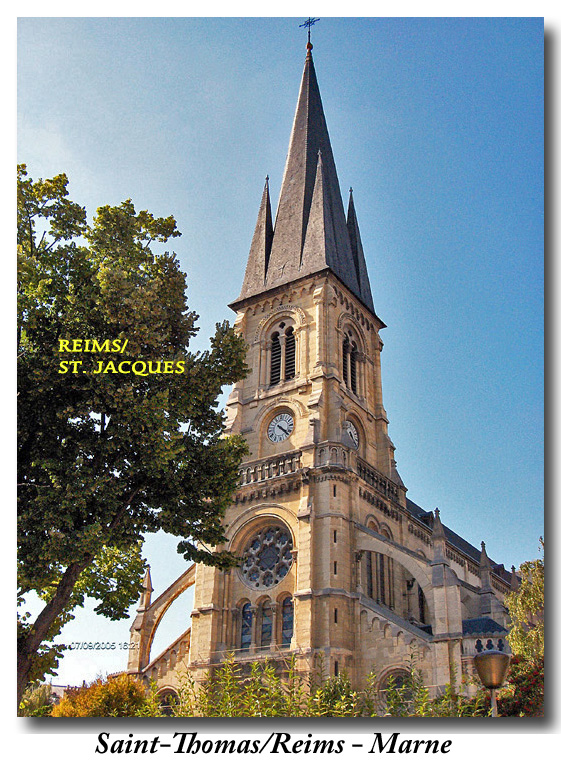
Église Saint-André de Reims.
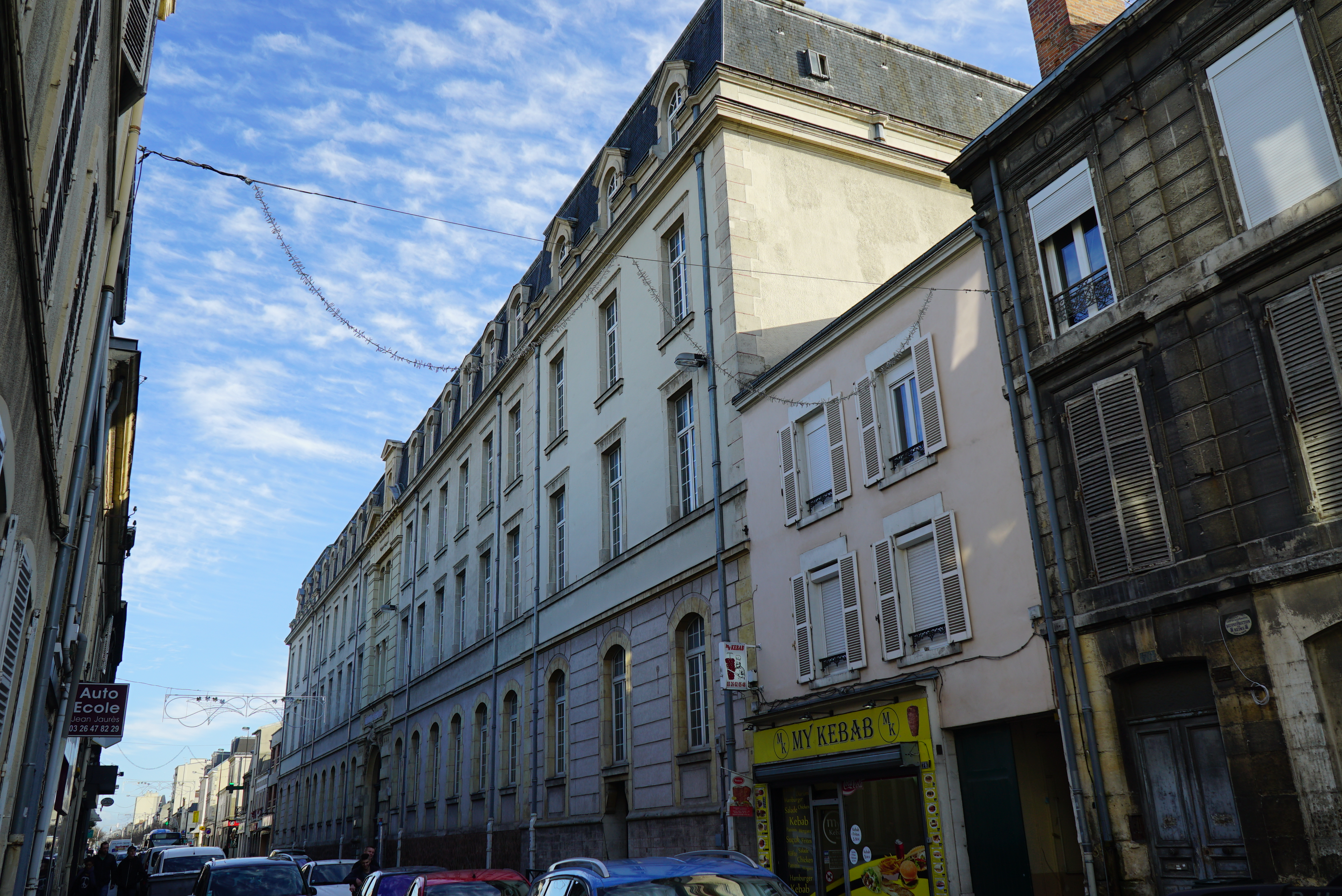
Façade du lycée Jean-Jaurès.
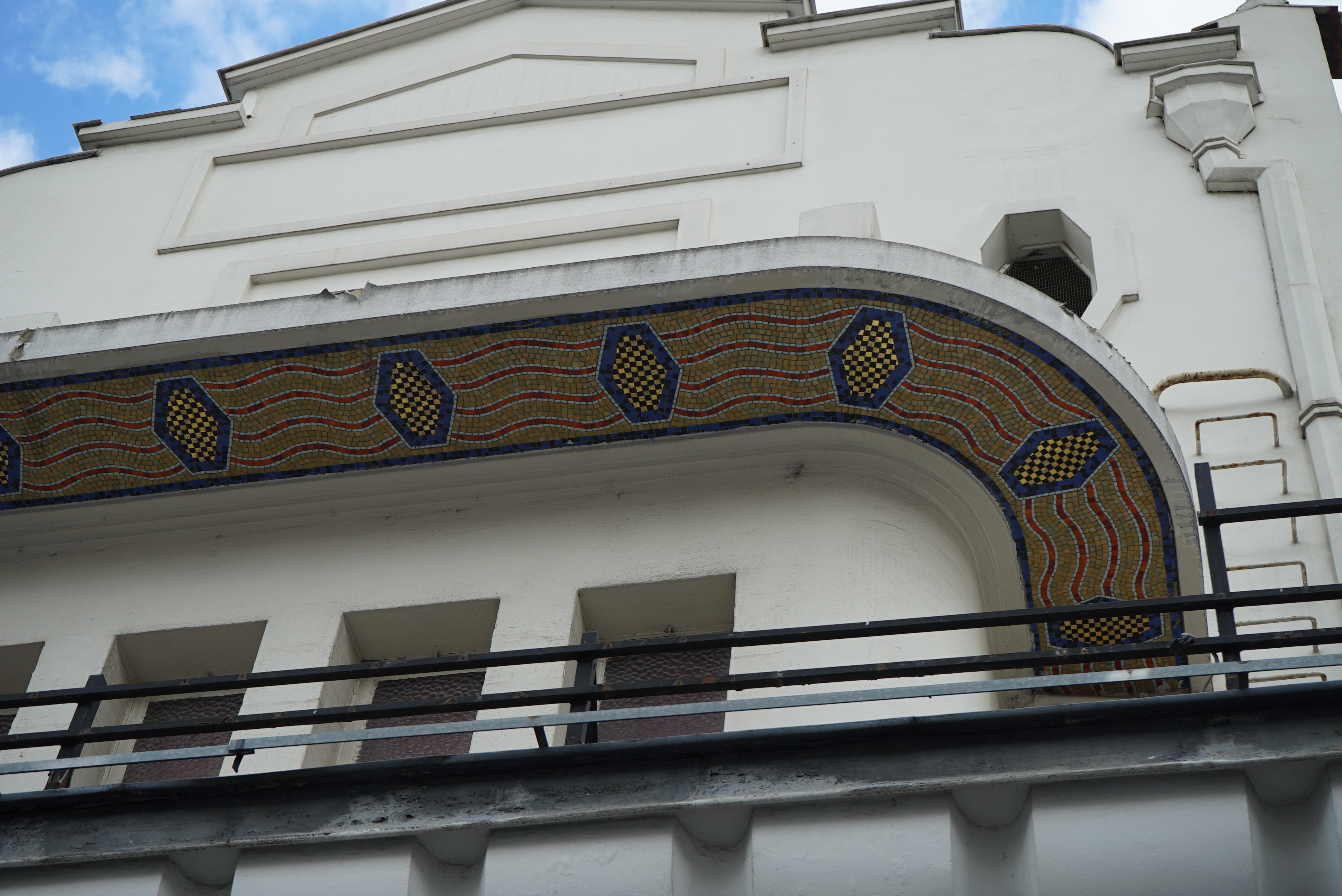
Ancien cinéma Eden.
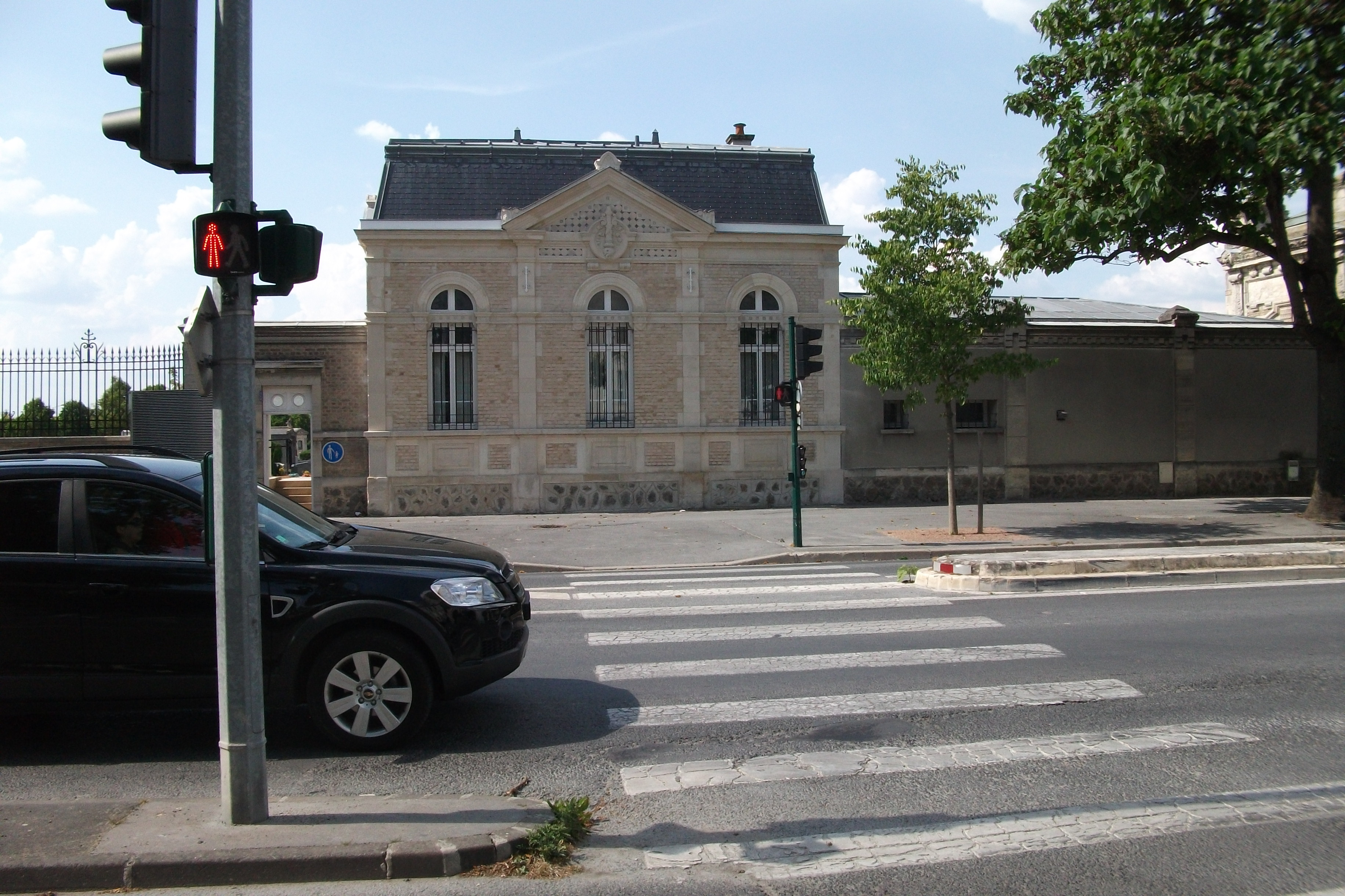
Crématorium et entrée du cimetière de l'est.
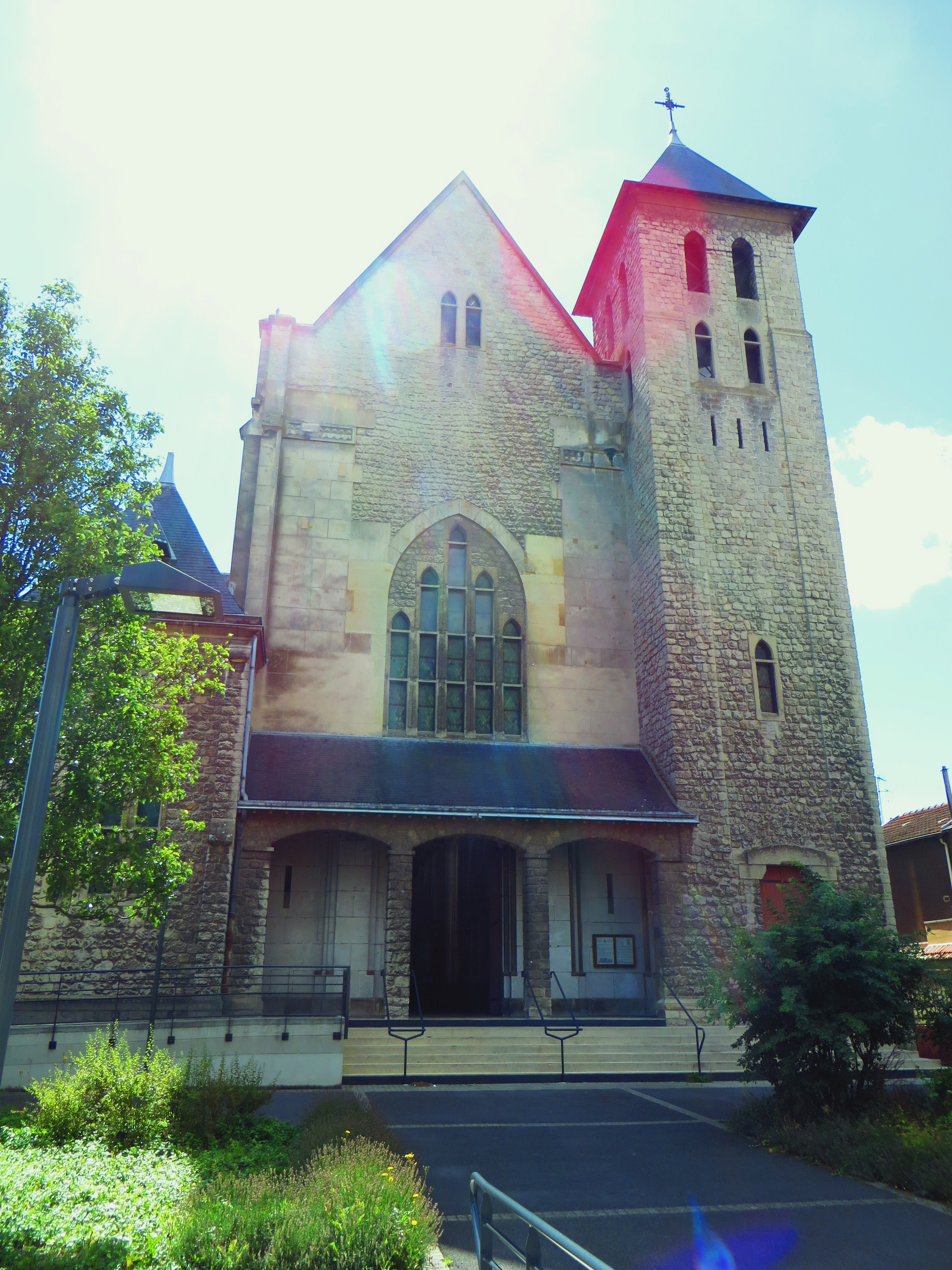
Église Saint-Jean-Baptiste-de-La-Salle de Reims.
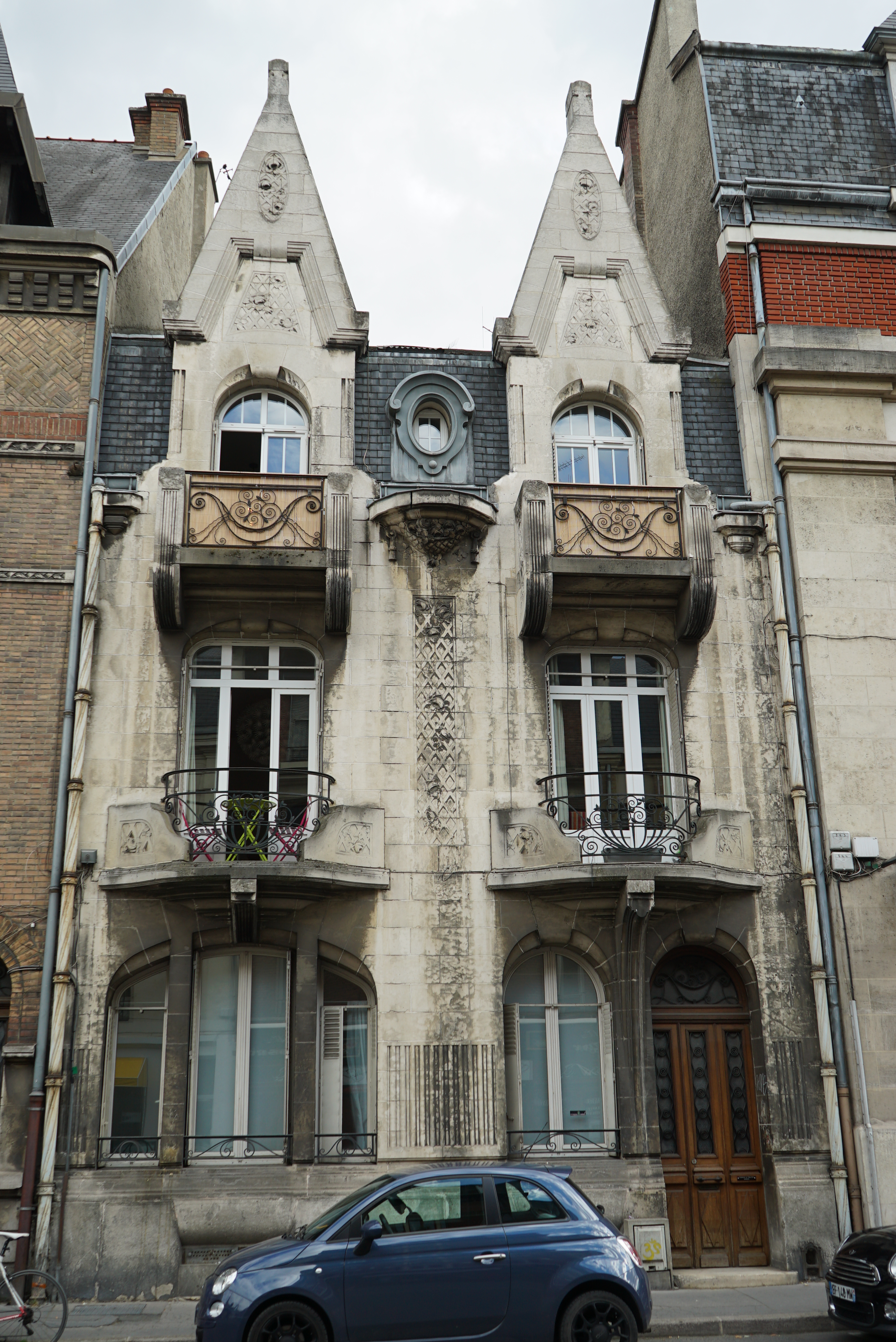
Le n°8.